# وعلان (رصد)

تعديل مصدري - تعديل

وعلان هي إحدى قرى عزلة القارة بمديرية رصد التابعة لمحافظة أبين، بلغ تعداد سكانها 371 نسمة حسب تعداد اليمن لعام 2004.